# Gandolf Buschbeck
Gandolf Franz Buschbeck (* 4. Juni 1926 in Wien; † 7. März 2011 ebenda) war ein österreichischer Schauspieler bei Bühne und Film, ein Bühnenbildner, Theaterregisseur und zeitweise Intendant am Salzburger Landestheater.

## Leben und Wirken

### Die frühen Jahre als Schauspieler
Gandolf Buschbeck kam noch vor dem Ende des Zweiten Weltkriegs über seinen Vater, den Dramaturgen und Theaterleiter Erhard Buschbeck, zur Bühne und begann 1944 zunächst als Ensemblemitglied des Theaters in der Josefstadt. Hier blieb er fünf Jahre lang. 1949 wurde er an das von seinem Vater mitgeführte Burgtheater geholt und blieb dort die kommenden Jahre. In diesen frühen Jahren war Gandolf Buschbeck mit kleinen Rollen auch in diversen Unterhaltungsfilmen zu sehen. In der zweiten Hälfte der 1950er Jahre und in den frühen 1960er Jahren konzentrierte er sich auf die Mitwirkung in filmischen Umsetzungen von klassischen Theaterstücken (Götz von Berlichingen, Maria Stuart, Liliom, Das weite Land).

### Regie, Bühnenbild, Intendanz

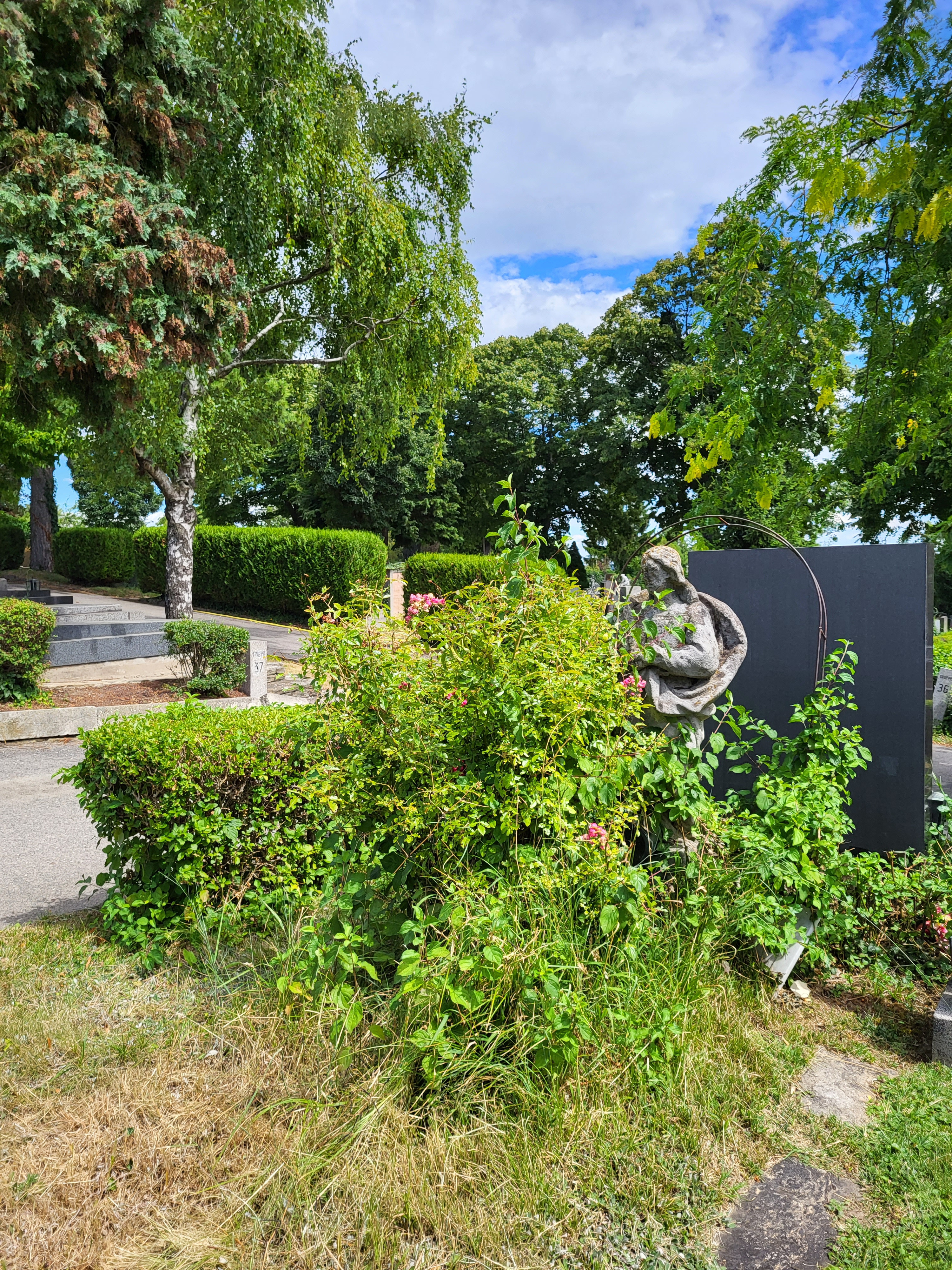
Grab von Gandolf Buschbeck und Evi Servaes auf dem Grinzinger Friedhof in Wien

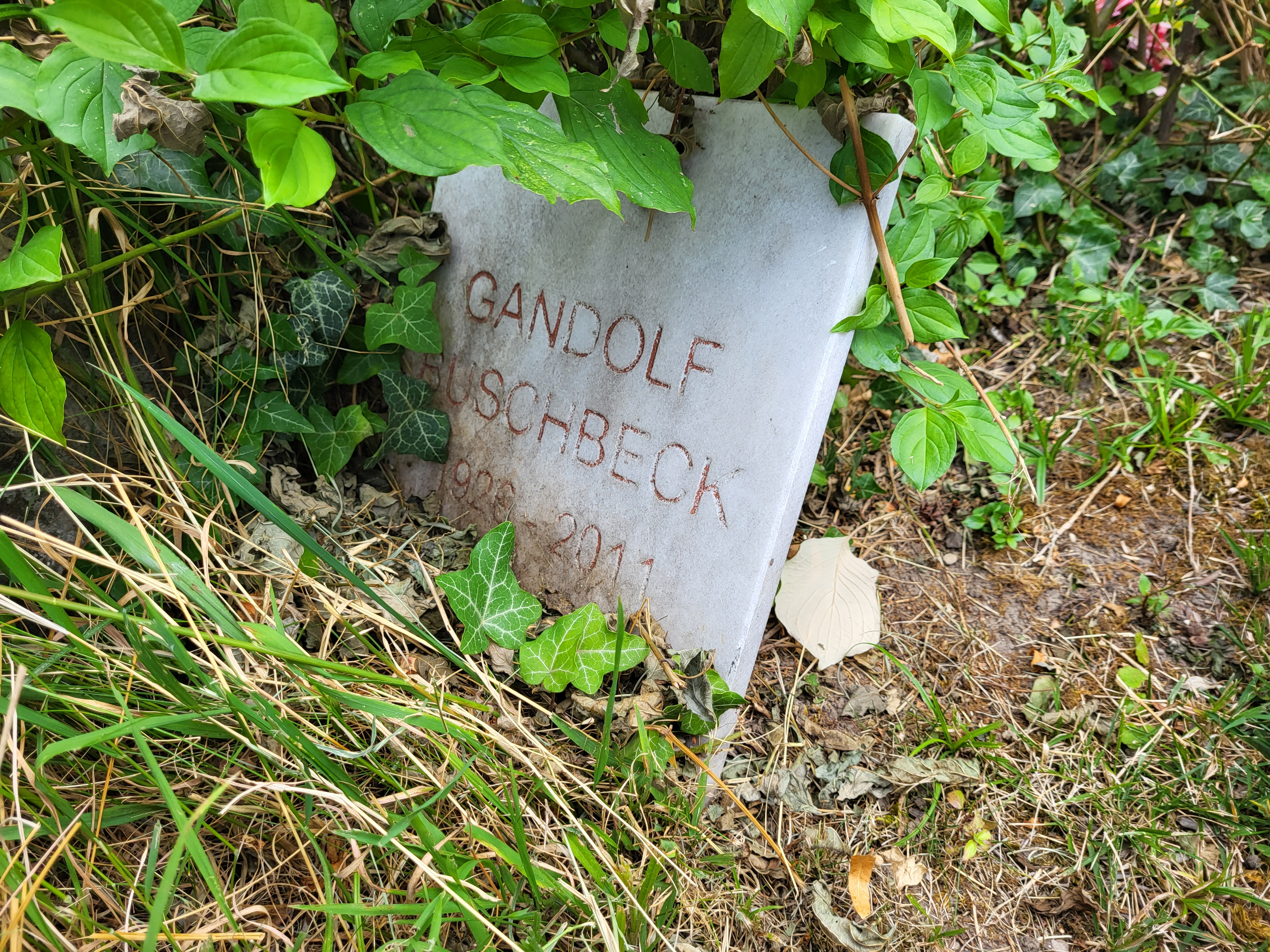
Grabstein von Gandolf Buschbeck

An der Tribüne und dem Kleinen Theater im Konzerthaus, beides in Wien gelegen, ist Gandolf Buschbeck seit Oktober 1953 respektive Februar 1954 auch als Regisseur und Bühnenbildner nachzuweisen. Ende der 1950er Jahre beteiligte er sich als Regieassistent an den Bad Hersfelder Festspielen, 1960 kehrte er vorübergehend als Regieassistent zum Burgtheater zurück. Zu Buschbecks Inszenierungen – klassisches Sprech- ebenso wie Musiktheater – zählen unter anderem Der Tanz im zerbrochenen Himmel, Der verwundete Engel, Das unbewohnte Eiland, Jahrmarkt der Gefühle, Wir sind noch einmal davongekommen, Die Königinnen von Frankreich, Das Grabmal des unbekannten Soldaten, Freundinnen, Die Dreigroschenoper, Der Furchtsame, Eurydike, Die falsche Primadonna, Angélique, Die Mitschuldigen, Die beiden Pädagogen, La Contessina, Mirandolina, Iphigenie auf Tauris, Der Alpenkönig und der Menschenfeind, Tosca, Die lustige Witwe, La Bohème, Hoffmanns Erzählungen, Was ihr wollt, Wer hat Angst vor Virginia Woolf?, Der Zarewitsch, Hotel Comedie, Geschichten aus dem Wienerwald, Locandiera, Carmen, Beckett, Ariadne auf Naxos, Max für Maß, Maria Stuart, Don Carlos, Trauer muss Elektra tragen und Drei Schwestern.
Zu diversen dieser Inszenierungen, die zu einem beträchtlichen Teil auch an der Wiener Kammeroper und dem Salzburger Landestheater, dem er von 1967 bis 1974 als Intendant vorstand, entstanden, schuf Buschbeck auch das Bühnenbild. Mit dem Ende seiner Intendanz in Salzburg reduzierte sich auch Buschbecks inszenatorisches Output. Von 1974 bis 1982 war Gandolf Buschbeck Stellvertretender Direktor von Karl Dönch an der Volksoper. 1982 stellte er eine Neuinszenierung von Shakespeares Viel Lärm um nichts im Rahmen der Melker Sommerspiele auf die Beine, 1985 führte er Regie im Showzentrum Simmering bei Die Gigerln von Wien. Ein Jahr später folgte eine Neuinszenierung von Polenblut an der Wiener Volksoper. Seinen Karriereabschluss beging Gandolf Buschbeck 1987 mit einer Neuinszenierung von Shakespeares Der Widerspenstigen Zähmung im Rahmen der Melker Sommerspiele. Drei seiner Theaterinszenierungen fanden auch den Weg ins Fernsehen (Der Furchtsame [1959], Die falsche Primadonna [1961] und Fiesko, der Salamikramer [1967]), 1964 führte er Fernsehregie bei Othello, der Mohr in Wien, angelehnt an Shakespeares Othello. In späteren Jahren gehörte Buschbeck der Direktion der Volksoper an und führte Gastregien im Ausland, wie beispielsweise in Mainz.

### Privates
Gandolf Buschbeck war mit seiner Berufskollegin Evi Servaes verheiratet. Er wurde am Grinzinger Friedhof bestattet.

## Filmografie
Als Schauspieler:
- 1947: Das unsterbliche Antlitz
- 1947: Triumph der Liebe
- 1948: Das Siegel Gottes
- 1948: Verlorenes Rennen
- 1955: Götz von Berlichingen
- 1955: Um Thron und Liebe
- 1956: K. u. K. Feldmarschall
- 1959: Maria Stuart
- 1960: Liliom (Fernsehfilm)
- 1963: Das weite Land
- 1965: Othello, der Mohr in Wien (nur Fernsehregie)
- 1970: Wie ein Träne im Ozean (TV-Mehrteiler)
- 1970: Der Kurier der Kaiserin (TV-Serie, eine Folge)
- 1973: Die Tausenderreportage (TV-Serie, eine Folge)